# Notholca cinetura
Notholca cinetura is een raderdiertjessoort uit de familie Brachionidae. De wetenschappelijke naam van deze soort is voor het eerst geldig gepubliceerd in 1914 door Skorikov.